# Col des Roches
Col des Roches o, letteralmente, Colle delle Rocce, è un passo di montagna situato in Svizzera, nel massiccio del Giura al confine tra il Cantone di Neuchâtel e la Borgogna-Franca Contea in Francia. Collega le cittadine di Le Locle in Svizzera e Morteau in Francia. Ha un'altitudine di 919 metri sul livello del mare.